# Aaron Arm
Aaron Arm est une communauté non incorporée située près de Burgeo sur la côte sud de l'île de Terre-Neuve dans la province canadienne de Terre-Neuve-et-Labrador.